# Emanuele Bombini
Emanuele Bombini (San Ferdinando di Puglia, Pulla, 2 de juliol de 1959) és un ciclista italià, ja retirat, professional entre 1981 i 1991.
En el seu palmarès destaca una victòria d'etapa al Giro d'Itàlia de 1985. En finalitzar la seva carrera com a corredor passà a desenvolupar tasques de director esportiu en diferents equips, entre ells el Gewiss-Ballan o el Barloworld.

## Palmarès
- 1976
  - 1r a la Coppa Collecchio
- 1978
  - 1r a la Coppa Cicogna
- 1979
  - 1r a la Freccia dei Vini
- 1980
  - 1r a la Milà-Tortona
- 1983
  - Vencedor d'una etapa de la Ruta d'or
- 1985
  - 1r a la Milà-Vignola
  - Vencedor d'una etapa al Giro d'Itàlia
- 1987
  - Vencedor d'una etapa de la Coors Classic
- 1990
  - Vencedor d'una etapa de la Setmana Ciclista Lombarda

### Resultats al Giro d'Itàlia
- 1981. Abandona (6a etapa)
- 1982. Abandona
- 1983. 22è de la classificació general
- 1984. No surt (18a etapa)
- 1985. 11è de la classificació general. Vencedor d'una etapa
- 1986. Abandona (21a etapa)
- 1987. 20è de la classificació general
- 1988. 20è de la classificació general
- 1989. Abandona (4a etapa)
- 1990. 41è de la classificació general

### Resultats a la Volta a Espanya
- 1987. No surt (15a etapa)